# Wspólnota administracyjna Kirchheim (Bawaria)
Wspólnota administracyjna Kirchheim – wspólnota administracyjna (niem. Verwaltungsgemeinschaft) w Niemczech, w kraju związkowym Bawaria, w rejencji Dolna Frankonia, w regionie Würzburg, w powiecie Würzburg. Siedziba wspólnoty znajduje się w miejscowości Kirchheim. Przewodniczącym jej jest Anton Holzapfel.
Wspólnota administracyjna zrzesza dwie gminy wiejskie (Gemeinde):
- Geroldshausen, 1 325mieszkańców, 10,40 km²
- Kirchheim, 2 177 mieszkańców, 18,99 km²